# 新道野越
新道野越（しんどうのごえ）は、国道8号にある福井県（越前国）と滋賀県（近江国）の県境に跨る峠。いわゆる江越国境の峠越えのルートの一つである。別名「新深坂越」（しんふかさかごえ）。

## 概要
標高は260mであり、敦賀富士とも呼ばれる野坂岳（標高914m）を含む野坂山地を越える数少ない道である。敦賀市疋田で国道161号が分岐しこちらは滋賀県高島市へ、8号は長浜市に向かいここが滋賀県における湖北、湖西の北端であるとも言える交叉点である。この新道野越の下を北陸本線深坂トンネルが貫いている。

## 歴史
中世以降、商品の流通の活発化により北国街道の重要性はさらに高まり、特に琵琶湖の湖上輸送は京阪方面と北陸方面を結ぶ重要な役割を果たした。ただ、古代から利用されていた深坂越え（深坂峠）は難所であるため、天正8年（1580年）にさらに東側に新道野越が開かれた。日本海側から敦賀に運ばれた荷物は、東の新道野越（塩津街道）のルートや西の西近江路（七里半越）のルートで琵琶湖の湖北や湖西にある中継港に運ばれた。
県境付近には芭蕉句碑があり、近江商人の中継問屋だった新道地区の西村家（西村孫兵衛家）には国の重要文化財「奥の細道素龍清書本 附 細道伝来記」（『おくのほそ道』西村本）が伝わる。西村家は旅行会社が造ったドライブインの支配人を1964年（昭和39年）に引き受け、1973年（昭和48年）には滋賀県から古民家を移築して峠の茶屋として独立し「民芸茶屋 孫兵衛」となった。芥川龍之介が説話を題材にした『芋粥』で藤原利仁が都人に自慢した芋はその屋敷のあった敦賀のもので、新道地区の近くでとれた山芋であったともいい、とろろそばが茶屋の名物となっていたが、2023年（令和5年）11月末で閉店することになった。

## 峠付近
- 敦賀警察署疋田検問所
- 疋田スノーベース
- 新疋田駅
- 深坂古道

## 峠からの接続路線
- 国道161号（疋田交差点）
- 福井県道・滋賀県道140号敦賀柳ヶ瀬線（麻生口交差点）
- 滋賀県道286号大浦沓掛線（沓掛交差点）